# ارنست اولریش فون وایتزکر

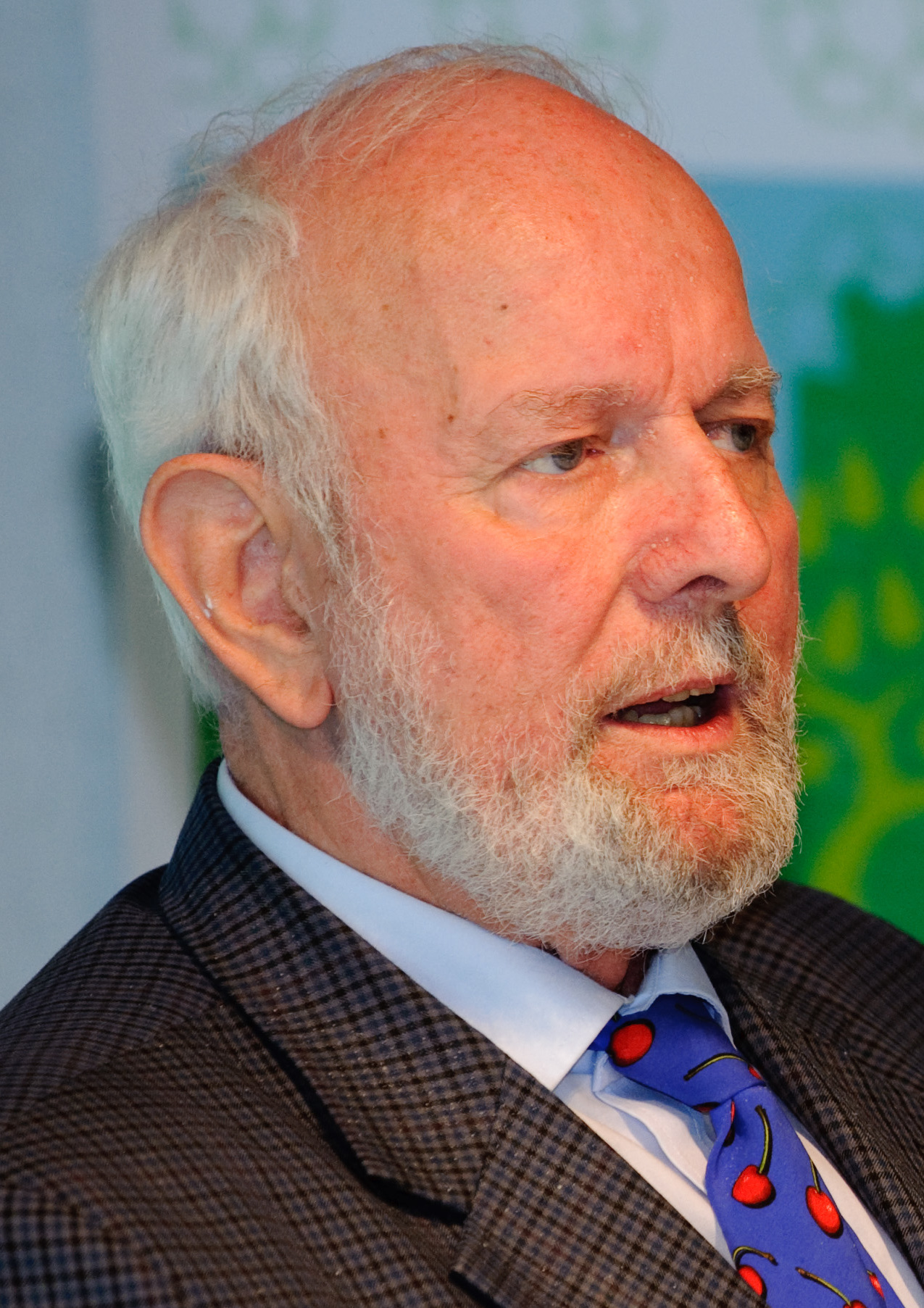
ارنست اولریش فون وایتزکر - ۲۰۱۰

ارنست اولریش فون وایتزکر (به آلمانی: Ernst Ulrich von Weizsäcker) (زاده ۲۵ ژوئن ۱۹۳۹) دانشمند و سیاستمدار آلمانی ( SPD ) است. او یکی از اعضای بوندستاگ آلمان بود و  به همراه آندرس ویکمن از سال ۲۰۱۱ تا ۲۰۱۹ رئیس باشگاه رم بود.